# Mando de Operaciones Especiales (España)
El Mando de Operaciones Especiales es el mando encargado de dirigir los Grupos de Operaciones Especiales del Ejército de Tierra de España. A su frente hay un General de Brigada. Actualmente está afincado en la ciudad de Alicante, barrio de Rabasa, en el Acuartelamiento Alférez Rojas Navarrete.
Una de las divisiones más punteras del Ejército de Tierra español es el Mando de Operaciones Especiales. Su breve pero fructífera historia se remonta apenas a cuarenta años de la formación de aquellas legendarias Compañías de Operaciones Especiales (COE), a las que prestaban sus servicios un gran número de honorables soldados y estaban enmarcadas por un reducido grupo de apasionados y decididos suboficiales y oficiales. Después de completar el curso, que es sin duda el más duro y difícil técnica, física y psicológicamente, en muy poco tiempo, alcanzaron un prestigio y un poder sin precedentes. Es el mando encargado de dirigir los Grupos de Operaciones Especiales del Ejército de Tierra de España. A su frente hay un General de Brigada. Actualmente está afincado en la ciudad de Alicante, barrio de Rabasa, en el Acuartelamiento Alférez Rojas Navarrete

## Historia

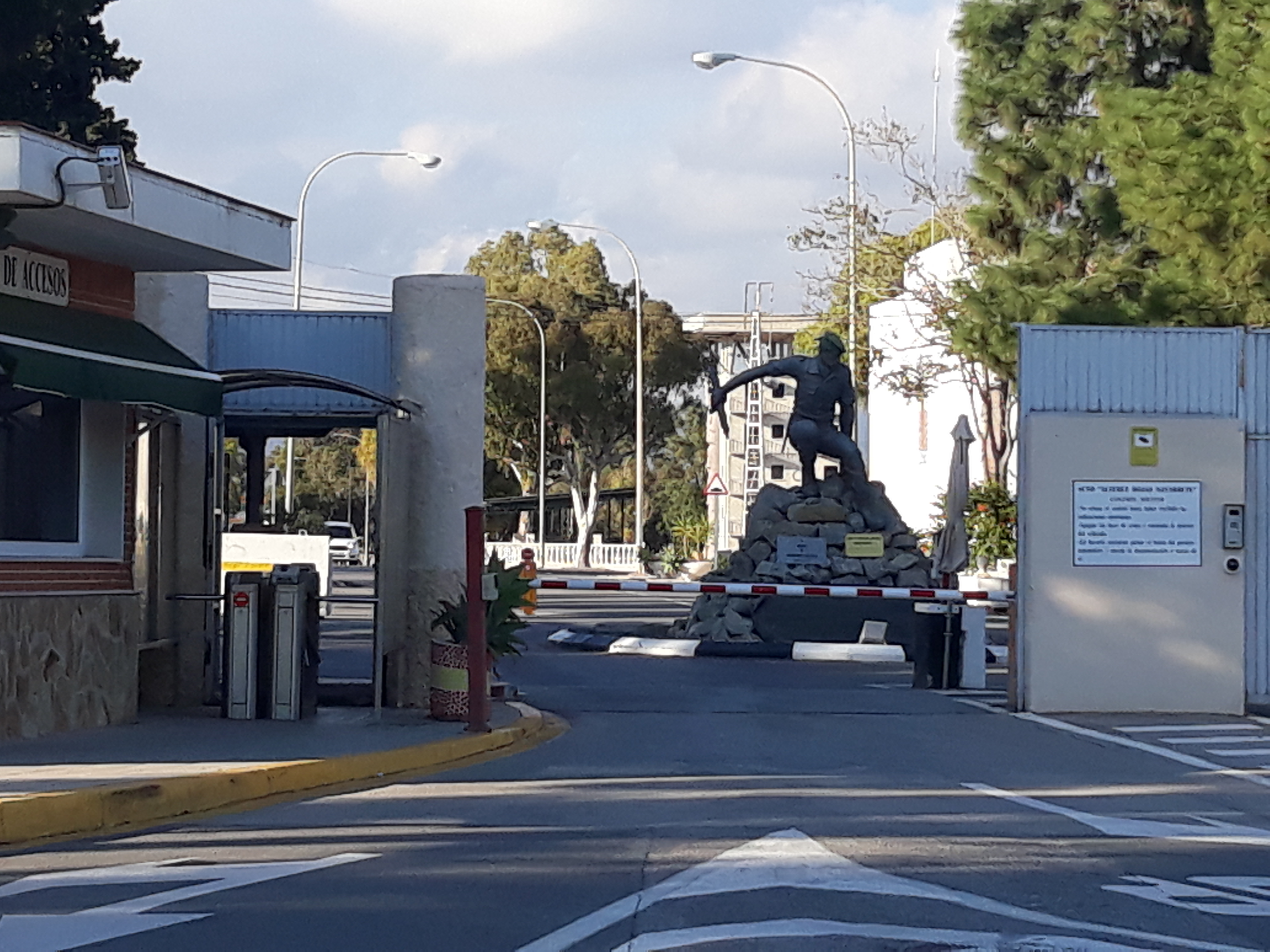
Entrada del Acuartelamiento Alférez Rojas Navarrete, también conocido como cuartel militar de Rabasa, sede del Mando de Operaciones Especiales, en Alicante, España

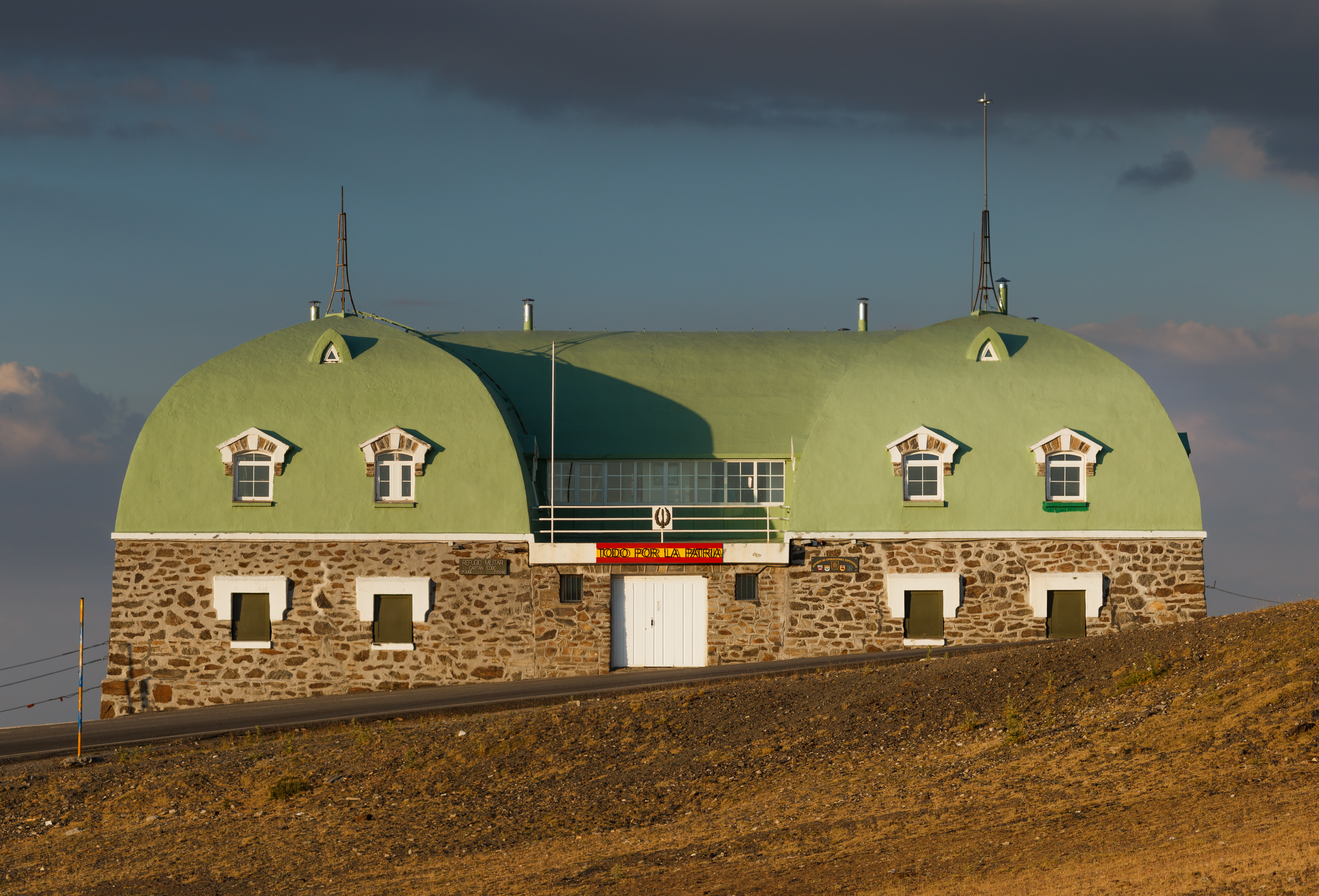
Refugio Militar Capitán Cobo, del MOE, en Pico Veleta, Sierra Nevada.

El Mando de Operaciones Especiales fue creado en 1997 como heredero de los seis Grupos de Operaciones Especiales (GOE) creados a lo largo de los años 80, además de la Bandera de Operaciones Especiales de la Legión (BOEL). Estas unidades recogieron el testigo de una tradición guerrillera que fue constituida formalmente en el Ejército de Tierra a partir de 1962 con las Compañías de Operaciones Especiales.
La Jefatura del Mando de Operaciones Especiales se estableció inicialmente en Jaca (Huesca) y a finales de 1999 se trasladó a su nueva ubicación en Rabasa (Alicante). La Jefatura del MOE se compone de Plana Mayor de Mando, Compañía de Plana Mayor y Unidad de Experiencias. Las unidades operativas subordinadas del MOE son los Grupos de Operaciones Especiales Valencia III y Tercio del Ampurdán IV y la Bandera de Operaciones Especiales "C. L. Maderal Oleaga" XIX de la Legión.
Desde septiembre de 2020, con motivo de una nueva reorganización del Ejército de Tierra, se integra en la División «San Marcial» junto a otras unidades como la Brigada Paracaidista o las FAMET.
Por este cuerpo de élite han pasado más de 20.000 efectivos a lo largo de su historia, según los datos facilitados por el propio MOE.

## Materiales

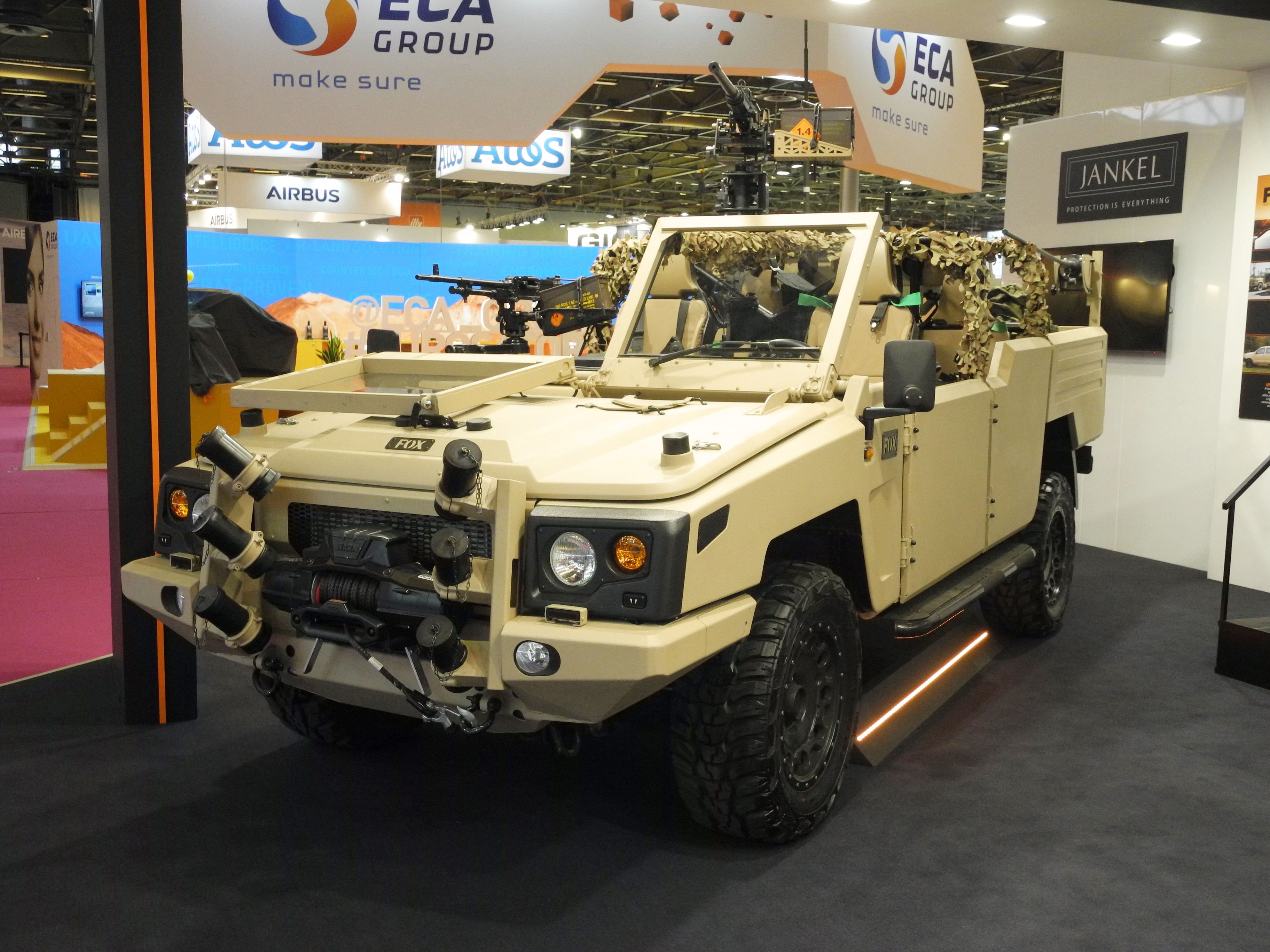
Vehículo Jankel Fox

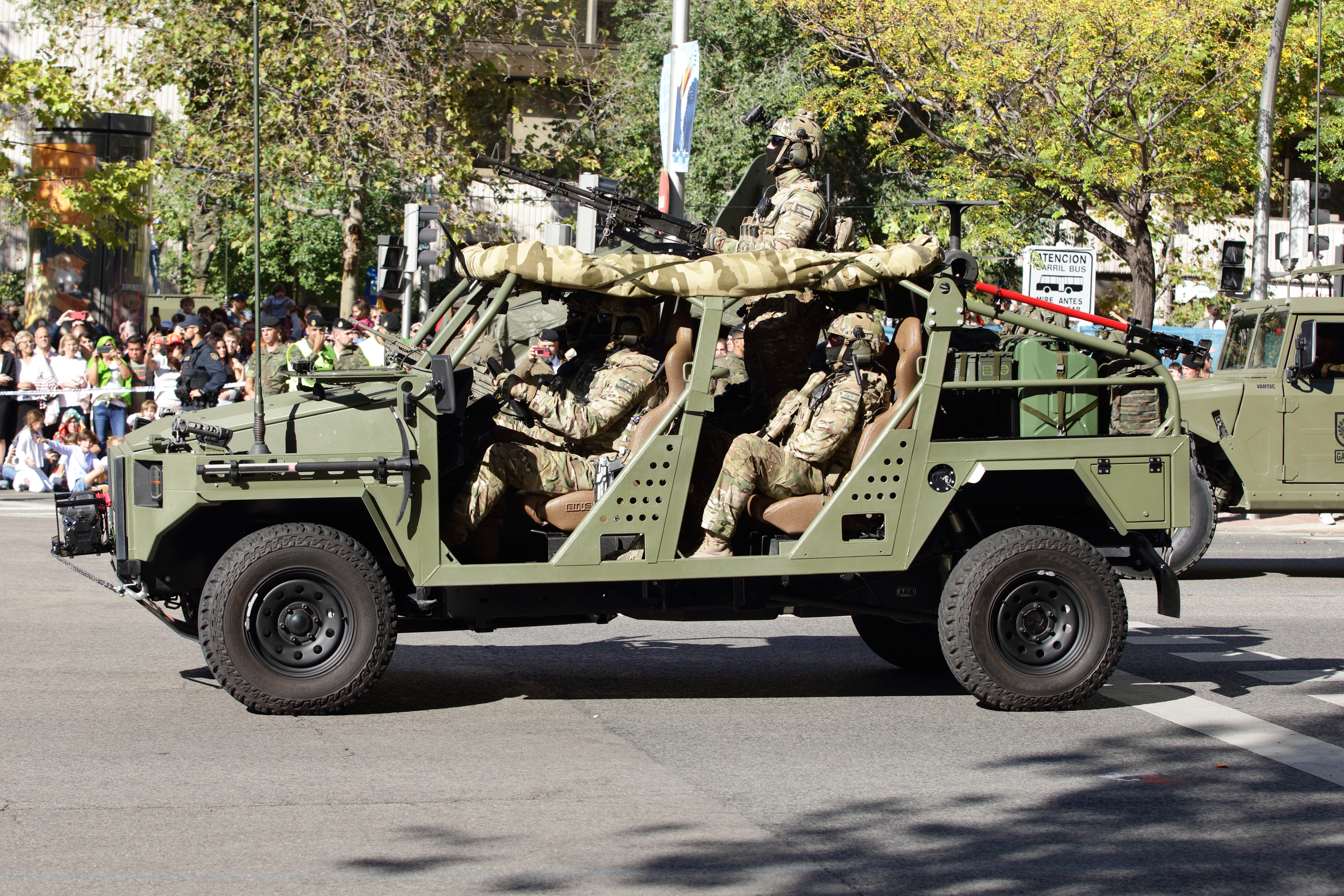
Vehículo EINSA Netón

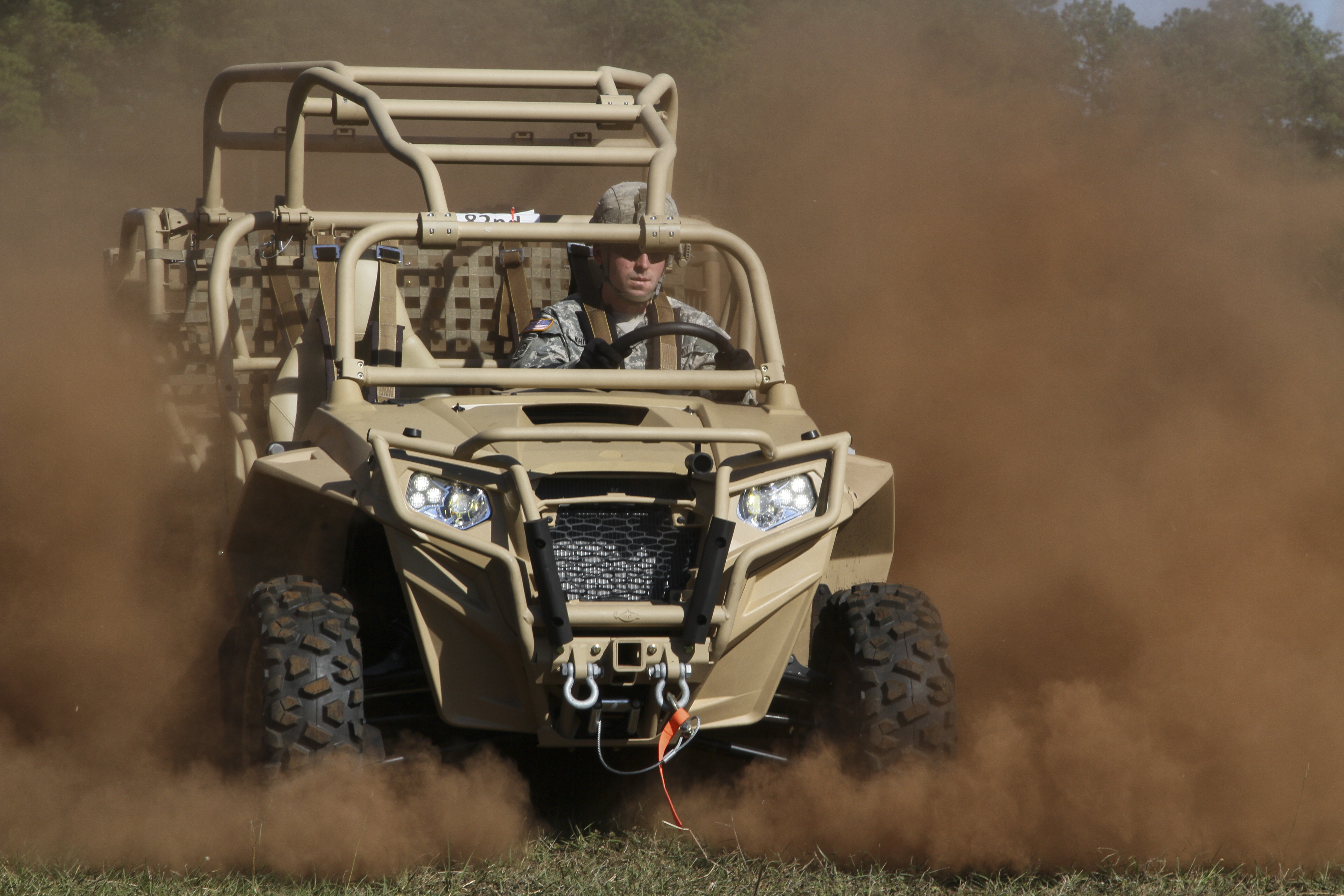
Vehículo Polaris MRZR

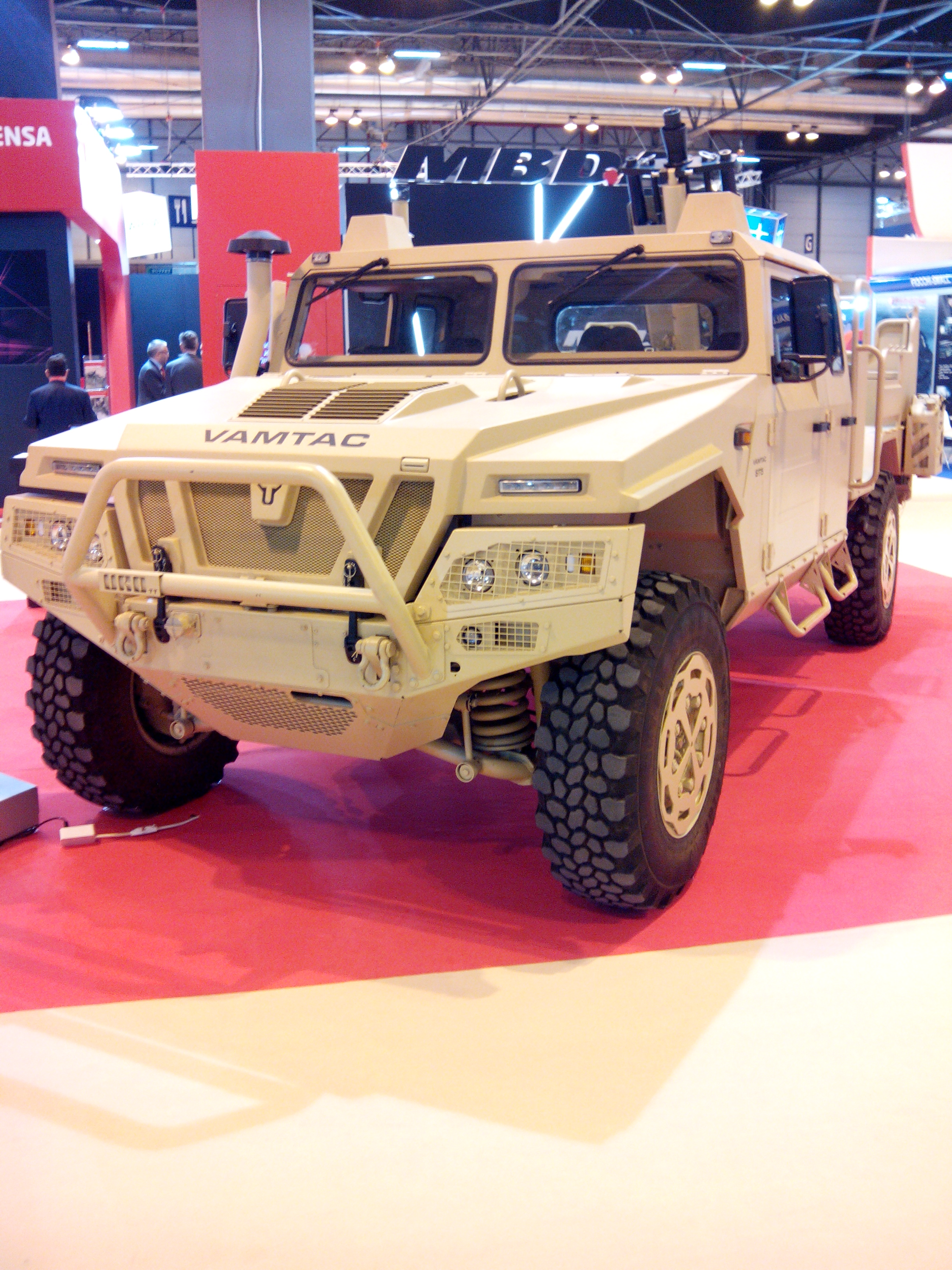
URO VAMTAC ST5

En la década de 2010, el comando compró un ejemplar del Jankel Fox LRPV, principalmente para probar. El vehículo ligero de reconocimiento Neton para fuerzas especiales se vendió en 24 ejemplares al ejército español en 2020 para operaciones especiales basado en el Toyota Hilux que sustituirá o completará los vehículos  Lathar 1.0 de la empresa VT Proyectos que se elaboró sobre la base del Nissan Patrol ML-6.Ambos modelos son similares al AGF Serval.
En 2020, la unidad adquirirá vehículos ligeros Polaris MRZR LT-ATV para operaciones de grupos de dos personas junto con 10 vehículos URO VAMTAC ST5 adicionales, lo que eleva la dotación de estos vehículos a 20 en la unidad. A finales de 2022, la unidad ordenó vehículos blindados TSD LMV, similar al Iveco LMV, pero de fabricación nacional, y el mismo año el Corvus DX4.

## Unidades subordinadas
- Grupo de Operaciones Especiales "Valencia" III (base del MOE)
- Grupo de Operaciones Especiales "Granada" II (creado el 15 de enero de 2016 y suprimido en febrero de 2020. Sus efectivos pasan a los grupos restantes[9])
- Grupo de Operaciones Especiales "Tercio del Ampurdán" IV (proveniente de Barcelona)
- XIX Bandera de Operaciones Especiales de La Legión "C.L. Maderal Oleaga" (proveniente de Ronda (Málaga))[10][11][12]
- Grupo de Cuartel General
- Unidad de Servicios de Acuartelamiento "Alférez Rojas Navarrete". Pertenece a la Dirección de Acuartelamiento de la Inspección General de Ejército.